# Maximiliano Kirszner
Maximiliano „Maxi“ Kirszner (* 1987 in Buenos Aires) ist ein argentinischer Jazzmusiker (Kontrabass, Komposition).

## Wirken
Kirszner erhielt zunächst bei Carlos Vega, Javier Dragún und Hernán Merlo klassischen Kontrabassunterricht. Er studierte dann im Jazzstudiengang des Musikkonservatoriums Manuel de Falla in Buenos Aires bei Ernesto Jodos und besuchte Masterklassen bei John Hébert, William Parker, Carlos Lastra und Enrique Norris.
Kirszner gehörte zum Trio von Santiago Leibson, mit dem seit 2013 drei Alben entstanden, zuletzt Prohibido andar en sulky. 2014 gründete er mit Nataniel Edelman und Fermín Merlo sein Maximiliano Kirszner Trio, mit dem er 2015 sein Album Glosalia veröffentlichte. Sein Soloalbum Isla erschien 2020 bei Ears & Eyes Records. 2020 legte er in seinem Maximiliano Kirszner Cuarteto mit Kuan Filipelli, Lucas Goicoechea und Nicolás Politzer das Album Trama vor. Im Trio von Nicolás Politzer mit Santiago Leibson folgte Será Niebla. Er gehörte zudem zu den Formationen Elstein 5 und Elstein 6 sowie zum Trio von Eduardo Elia (Una pregunta, tres respuestas). Weiterhin arbeitete er im Trio von Enrique Norris, im Quartett von Ernesto Jodos, im Quartett von Patricio Carpossi und in dem von Julia Sanjurjo.